# Пудер за лице
Пудер за лице је козметички производ који се наноси на лице и служи различитим функцијама, обично за улепшавање лица. Потиче из древног Египта, а имао је различите друштвене намене у различитим културама, а у модерно доба се обично користи за постављање шминке, посветљавање коже и обликовање лица.
Пудери за лице обично постоје у две главне врсте. Један од њих је пудер у праху, који се користи на масној кожи да упије вишак влаге и матира лице како би смањио сјај. Други је компримовани пудер који прикрива мрље и максимизира покривеност.
Коришћење пудера за лице допринело је стандардима лепоте кроз историју. У древној Европи и Азији побељено лице глатког тена указивало је на жену високог статуса. Овај тренд био је присутан и током крсташког рата и средњовековне ере. Током овог периода, жене су користиле штетне састојке као пудер за лице, укључујући избељиваче, олово и металне хидроксиде.

## Рана историја

### Египат
Археолошки остаци и хемијске анализе указују на употребу пудера за лице који датира између 2000. и 1200. године п. н. е, а укључују оловна влакна, уобичајени козметички састојак који се користио у древном Египту. Тегле kohl-а у којима су се чували ајлајнери, као и камени судови у којима се налазио пудер за лице откривени су у гробовима, јер је то древним Египћанима обећавало вечну лепоту у загробном животу. Мушкарци и жене су користили рани облик руменила за своје образе, који је направљен од црвене окер иловаче. Клеопатра  је снажно утицала на древни египатски стандард лепоте препознатљивим стилом шминкања, инспиришући древне Египћане да боје очи зеленим и плавим пудерима. Сматрало се и да пудер за лице има медицинску сврху да заштити људе од болести.

### Грчка
Древни египатски трендови у лепоти путовали су Медитераном и утицали на примену козметике у Грчкој. Користећи сличне састојке, древни Грци користили су цинабарит као прашкасто руменило за лице, а освежавали су тен белим оловом (олово карбонатом). Док је жеља за белим теном представљала друштвене идеје о расној супериорности, тон коже такође је наметао пол, као у античка времена, жене су биле блеђе од мушкараца због мање хемоглобина. Знак припадности вишој класи била је светла кожа без излагања сунцу, јер је живот богатих жена подразумевао боравак у затвореном. Трагови праха за посветљивање коже од белог олова откривени су у гробовима богатих древних Гркиња. Град Атина био је у близини рудника Лаурион, из кога су Грци вадили огромне количине сребра и трговином обезбеђивали своје богатство. Бело олово је пронађено у рудницима као нуспроизвод сребра од кога су стари Грци производили пудер за лице. Употреба пудера за лице појављује се и у делима древних грчких писаца. Писац и историчар Ксенофонт пише о женама које су „утрљавањем белим оловом довеле до тога да лице изгледа беље“. Антички грчки песник Еубул у својој драми Stephanopolides упоређује жене нижег и вишег сталежа, изјављујући да сиромашне жене „нису омалтерисане белим оловом“. Иако је било познато да је бело олово отровно, древни Грци нису одустајали од наношења пудера за лице како би испунили своје стандарде лепоте.

### Рим
Древна римска употреба пудера за лице била је усредсређена на римски идеал женствености и стандарда лепоте, изражавајући знакове социјалног и здравственог статуса. Бледу пут су желеле Римљанке и то се често наводи у поезији древног римског песника Овидија. Мале стаклене тегле и четке из археолошких остатака сугеришу на чување и употребу пудера на лицу. Древни римски песници Јувенал и Мартиал у својим делима помињу љубавницу по имену „Chione“, што се дословно преводи као „снежна“ или „хладна“, мислећи на жељени лепи тен старих Римљанки. Избељивање коже, као и спречавање излагања сунцу, практиковало се наношењем пудера у облику cerussa, који је био мешавина белих оловних струготина и сирћета. Римљанке су желеле да сакрију мрље и пеге, као и да загладе кожу помоћу овог пудера.И креда се користила за бељење коже, као и пепео у праху и шафран на очима.

### Кина
Древне кинеске жене желеле су избељену кожу ради лепоте, а њихова употреба пудера за лице датира из Периода пролећа и јесени од 770. до 476. п. н. е.. Рани облик праха за лице припреман је млевењем финог пиринча који је наношен на лице. Поред тога, дробљени су бисери да би се створио бисерни прах који је побољшао изглед лица и такође се користио као лек за лечење очних болести, акни и туберкулозе. Кинеска царица Ву Цетјен користила је бисерни прах за одржавање блиставе коже. Олово је такође био уобичајени састојак који се користио за пудер за лице и остао је популаран због својих својстава бељења коже.

## Ренесанса
Лепоту у средњем веку одликовала је бистра, светла кожа која је наговештавала плодност и добро здравље. Прах на бази олова су стално користиле током 16. века племићке класе, а краљица Елизабета I је употребљавала пудер за лице да сакрије ожиљке од великих богиња. Главни узрок њене смрти било је тровање крви, пре свега због њене козметичке праксе коришћења шминке која садржи токсичне материјале, укључујући пудер за лице на бази олова. Током викторијанске ере приметна шминка постала је мање популарна јер су жене желеле да изгледају природно лепо, па су се пудери добијени од цинк оксида користили за одржавање коже боје слоноваче. Избијањем малих богиња 1760. године, мање жена је користило пудер за лице због тога што је иритирао кожу и откривао ожиљке на лицу. Уметничка дела из ренесансе охрабривала су идеализовану слику лепоте и утицала на употребу пудера на лицу. Друштвена употреба пудера за лице за одржавање избељене коже без флека видљива је у ренесансним уметничким делима, укључујући Рођење Венере, Сандра Ботичелија. Шекспирови радови коментаришу женственост и културу употребе козметике у то време, посебно његовим референцама на сребро, што указује на жељени блистави тен постигнут употребом бисерног праха за лице.

## Новија историја

### 20. век
Током едвардијанске ере, шминка за жене користила се за побољшање природне лепоте и многе младе жене су свакодневно наносиле лагани пудер за лице. Под утицајем традиционалних стандарда лепоте, жене су током раних 1900-их више волеле бледу, избељену и напудрану кожу. Међутим, двадесетих година 20. века Холивуд је постао главна инспирација за лепоту у Америци, а напудрани изглед лица постао повезан са проституткама и филмским звездама. Због растуће популарности, крајем деценије забележен је пораст козметичких брендова на преко 1300 брендова пудера за лице, који су се појавили у индустрији вредној 52 милиона долара. Рани произвођачи шминке, укључујући Елизабет Арден и Хелену Рубинштајн, производили су производе и пудере за негу коже који су привукли и међународно тржиште. У то време производила се и козметика за обојене жене, са првим пудером за лице за Афроамериканке који је креирао Антони Овертон 1898. године, названим High-Brown пудер за лице. Овертон је направио више тамних тонова пудера за лице са именима производа као што су „орашасто-браон“, „маслинаст“, „бринета“ и „нежно-ружичасти“.  Други афроамерички предузетници такође су пласирали козметику упркос дискриминацији током ере Закона Џима Кроуа, укључујући Ани Трнбо Малоун која је продавала пудер за лице у тамнијим нијансама што се развило у вишемилионски посао. Пословна жена Мадам Ц.Ј. Вокер продавала је пудере за лице за жене Афроамериканке у дрогеријама упркос контроверзама изазваним тиме што је бељење коже за лепшу кожу у то време био популаран тренд. Мађарско-амерички бизнисмен Мортон Нојман основао је 1926. године сопствену козметичку компанију Valmor Products Co. и пласирао пудере за лице тамних тонова за црне жене који су се продавали по цени од 60 центи.
Тридесетих година пудер за лице остао је основни козметички производ и његова повећана потражња покренула је здравствену забринутост због пудера на бази олова који су још увек били у употреби. Као резултат тога, 1938. године усвојен је Закон о храни, лековима и козметици који регулише састојке који се користе у козметици и осигурава да су безбедни за употребу. Због рационализације услед Другог светског рата 1940-их, козметика није била толико доступна, али је напудрано, улепшано лице остало жељени тренд лепоте. Амерички одбор за ратну производњу 1942. године настојао је да сачува материјале постављањем ограничења на производњу одређене козметике. Утврђено је да су пудери за лице производ који жене често користе и остао је у производњи током рата, јер се козметика сматрала основним производима за женско самоизражавање и аутономију. Током међуратног периода у Немачкој 1935. године такође је приметно да се козметика тражи, чинећи 48% реклама у часописима, а пудер за лице је била главни производ.
Након Другог светског рата, рационализација у Америци је престала и козметичка индустрија је процветала. Популарношћу женских холивудских звезда, укључујући Мерилин Монро и Одри Хепберн, америчка телевизијска култура утицала је на тренд лепоте чисте, улепшане коже 1950-их. Макс Фактор, водећи козметички бренд у то време, представио је "Creme Puf", први вишенаменски пудер за лице који је пружио све у једном: подлогу, средство за наношење и завршни изглед. Седамдесетих година 20. века, разноликост је обухваћена новим козметичким брендовима који нуде пудер за лице тамнијих нијанси. До 1977, козметика за обојене жене постала је индустрија вредна 1,5 милијарди долара, са тамнијим нијансама пудера, подлога и ружева доступних у продавницама широм САД. До 1990-их пудер за лице постао је основни козметички производ. Национални шема нотификација и процене индустријских хемикалија аустралијске владе успостављена је 1990. године како би се осигурало да индустријске хемикалије које се користе у пудерима за лице и другој козметици буду безбедне за употребу од стране грађана.

### 21. век
Променљиве концепције мушкости током 2000-их довеле су до нових трендова у лепоти који су видели козметичке производе који се продају мушкарцима, укључујући пилинге за лице, пудере за лице и сенке за очи. Употреба шминке за лице проширила се на мушкарце који желе побољшани изглед.

## Савремена употреба
Савремени пудери за лице тренутно су доступни у различитим типовима који имају више функција. Шест главних врста пудера укључују пудер у праху, пресовани пудер, минерални пудер, провидни пудер, ХД пудер и завршни пудер.

## Састојци
Отровне и штетне хемикалије данас су ретке у пудерима за лице. Савремени пудери садрже састојке који могу да прикрију мрље и загладе кожу упијањем.